# ریچارد آرنوویت
ریچارد لوئیس آرنوویت (به انگلیسی: Richard Lewis Arnowitt) (۳ مهٔ ۱۹۲۸ ‏(۹۶ سال)) یک فیزیکدان آمریکایی است که به خاطر مشارکت‌هایش در فیزیک نظری ذرات و نسبیت عام شناخته می‌شود. وی استاد برجسته دانشگاه تگزاس ای اند ام و عضو دانشکده فیزیک این دانشگاه است.
پژوهش‌های کنونی او در زمینه‌های ابرتقارن و ابرگرانش متمرکز گشته است.
در زمینه نسبیت عام، بیش از هرچیزی به خاطر به وجود آوردن صورت گرایی ای دی ام به همراه استنلی دسار و چارلز میسنر شناختهمی شود.